# برناردینو بوتینونه
برناردینو بوتینونه (ایتالیایی: Bernardino Butinone؛ تولد: ۱۴۳۵ یا ۱۴۳۶ – مرگ: ۱۵۰۷ یا ۱۵۰۸) نقاش اهل ایتالیا در عصر رنسانس بود.

## نگارخانه

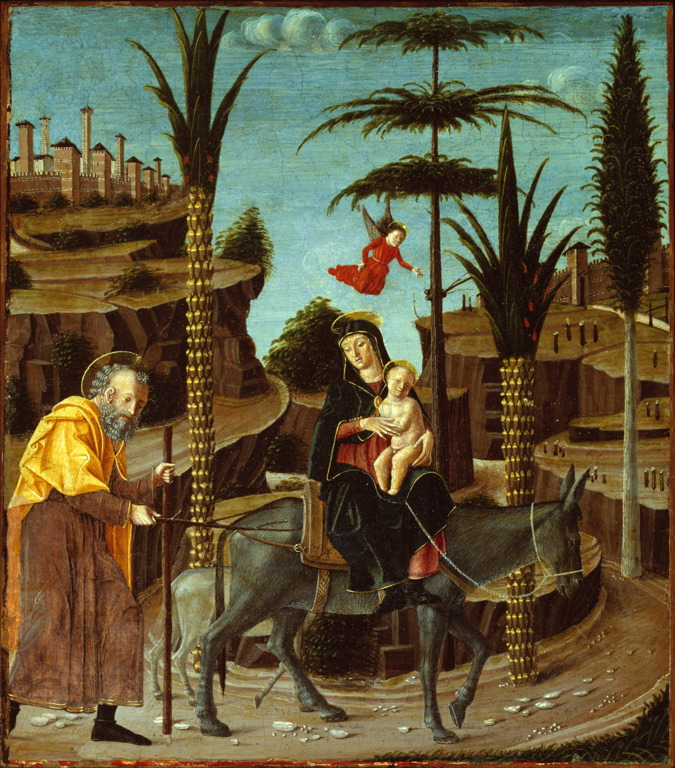